# Kluk (Poděbrady)
Kluk je část města Poděbrady v okrese Nymburk. Leží asi 1,5 km na jih od centra Poděbrad na protějším, levém břehu Labe. Je zde evidováno 261 adres.
Kluk je také název katastrálního území o rozloze 8,68 km².

## Historie
První písemná zmínka o vesnici pochází z roku 1088.

## Pamětihodnosti
- Poděbradský hřbitov
- Židovský hřbitov v Poděbradech